# Hermann Etzel
Hermann Etzel (* 21. Juni 1882 in Eisenfelden bei Altötting; † 14. April 1978 in Bamberg) war ein deutscher Politiker (Bayernpartei, parteilos).

## Leben
Als Jurist war Etzel von 1930 bis zu seiner Zwangspensionierung durch die Nationalsozialisten Syndicus der Handwerkskammer München-Oberbayern. Nach 1945 war Etzel publizistisch tätig und auch Gründer der Bamberger Symphoniker.
Im April 1948 trat er in die Bayernpartei ein und wurde noch im selben Jahr in den Landesvorstand gewählt. 1949 wurde er stellvertretender Landesvorsitzender. Nach seinem Austritt aus der BP 1952 unterstützte er die GVP und war Mitbegründer des neutralistischen Deutschen Klubs 1954 und Mitherausgeber der Blätter für Deutsche und Internationale Politik.
Dem Deutschen Bundestag gehörte er in der ersten Wahlperiode, also von 1949 bis 1953 an, dem bayerischen Landtag von 1950 bis zum 17. Oktober 1951.
Er gehörte zu den bayerischen Abgeordneten aus Bayernpartei und CSU, die 1952 Artikel 102 des Grundgesetzes ändern wollten, um die Wiedereinführung der Todesstrafe für bestimmte Kapitalverbrechen zu ermöglichen.
Wie der Verfassungsschutz 1954 publik machte, hatte sich Etzel mit dem sowjetischen Außenminister Molotow getroffen, was in der BRD fast zu einer Staatskrise führte.
1956 gehörte er zu den Gründungs-Herausgebern der Blätter für deutsche und internationale Politik.